# Voľa
Voľa es un municipio del distrito de Michalovce, en la región de Košice, Eslovaquia. Tiene una población estimada. a fines del año 2020, de 262 habitantes.
Está ubicado al noreste de la región, en la cuenca hidrográfica del río Bodrog (afluente derecho del Tisza) y cerca de la frontera con la región de Prešov, Ucrania y Hungría.

## Demografía
| Año        | 1994 | 2004    | 2014 | 2024    |
| ---------- | ---- | ------- | ---- | ------- |
| Población  | 258  | 250     | 265  | 271     |
| Diferencia |      | −3,10 % | +6 % | +2,26 % |

| Año        | 2023 | 2024 |
| ---------- | ---- | ---- |
| Población  | 271  | 271  |
| Diferencia |      | +0 % |